# Vinograd, Veliko Tărnovo
Vinograd (în bulgară Виноград) este un sat în comuna Strajița, regiunea Veliko Tărnovo,  Bulgaria. 

## Demografie
Componența etnică a satului Vinograd
     Turci (15,84%)
     Nicio identificare (8,8%)
     Bulgari (56,51%)
     Romi (1,23%)
     Altele (17,6%)
La recensământul din 2011, populația satului Vinograd era de 568 locuitori. Din punct de vedere etnic, majoritatea locuitorilor (56,51%) erau bulgari, existând și minorități de turci (15,84%) și romi (1,23%). Pentru 8,8% din locuitori nu este cunoscută apartenența etnică.